# Charles Blachford Mansfield

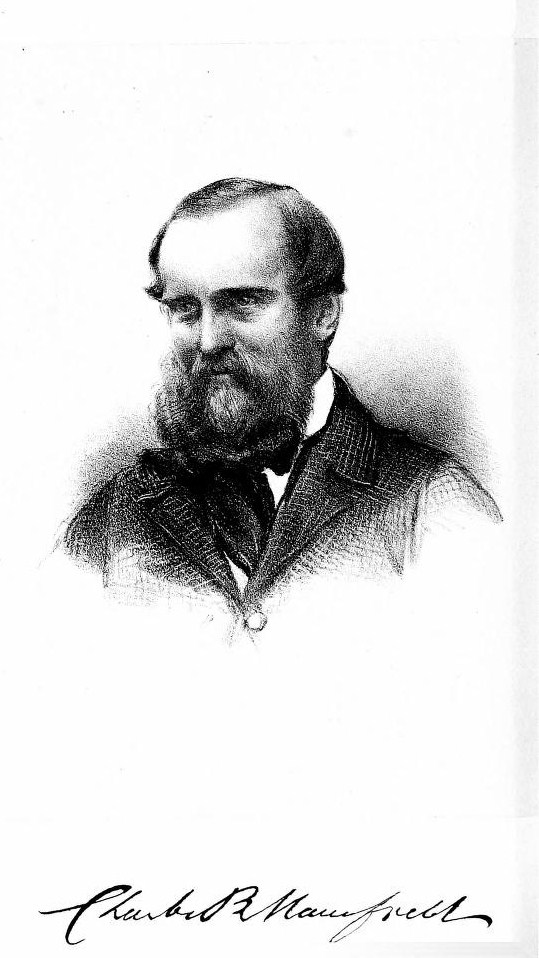
Charles Blachford Mansfield

Charles Blachford Mansfield (* 8. Mai 1819 in Rowner, Hampshire; † 26. Februar 1855 in London) war ein englischer Chemiker und Sozialreformer.

## Leben
Mansfield war der Sohn eines Geistlichen (Rektor), besuchte das Winchester College und studierte ab 1839 an der Universität Cambridge mit dem Bachelor-Abschluss 1846 und dem Master-Abschluss 1849. Die Verzögerung seiner Abschlüsse war seinem schlechten Gesundheitszustand zu verdanken (anscheinend auch Depressionen und Phasen psychischer Instabilität), weswegen er auch schon seinen Schulbesuch hatte abbrechen müssen und dann von einem Privatlehrer erzogen worden war. In Cambridge schloss er Freundschaft mit Charles Kingsley. Mit ihm teilte ein Interesse an Mesmerismus, Magie und Naturwissenschaft. 1842 heiratete er Catherine Shafto; sie trennten sich aber bald darauf, seine Frau lehnte allerdings eine Scheidung ab. Er wollte Arzt werden und setzte deshalb sein Studium in London am St. George’s Hospital fort, wandte sich in London dann aber der Chemie zu. Er hörte Vorlesungen von August Wilhelm Hofmann am Royal College of Chemistry, dem er ab 1847 angehörte, und erfand ein Verfahren zur fraktionierten Destillation von Benzol aus Steinkohlenteer, das er sich 1847 patentieren ließ. Es gelang ihm so, Benzol und Toluol in größeren Mengen zu produzieren. Er stellte auch Nitrobenzol her (das damals später als synthetisches Parfüm Anwendung fand) und erkannte das große Potential seiner Erfindungen. Zum Beispiel schlug er die Verwendung von Benzol als Quelle für Gasbeleuchtung oder für Kohlen- und Synthesegas und als Lösungsmittel vor. Einer seiner Abnehmer war Hofmann, der damit Aromate wie Anilin erforschen konnte (die Verwendung von Anilin als Farbstoff erfolgte erst 1856 durch William Henry Perkin). 1849 trat Mansfield in Kontakt mit Produzenten der Teerchemie, verfolgte seine Erfindungen aber nicht konsequent, so dass später andere Profit damit erzielten und ihm sogar sein Patent streitig machten.
Er schloss sich den christlichen Sozialisten um Frederick Denison Maurice (1805–1872) an (wie auch sein Freund Charles Kingsley) und setzte sich für die Verbesserung der Lebensbedingungen der Arbeiterklasse ein, zum Beispiel indem er bei der Choleraepidemie von 1849 in London an der Bereitstellung einer besseren Wasserversorgung mithalf. 1851 schlug er im Christian Socialist die Insel Sark für ein Experiment einer sozialistischen Gesellschaft vor. Gleichzeitig kam er in Konflikt mit seinen Freunden, da er mit einer Geliebten zusammenlebte. Er behauptete zwar, sie nur zu unterrichten, musste sich dann aber auf Druck seiner Freunde aus den christlichen Sozialisten von ihr trennen. 1851/52 hielt er Vorlesungen über die Chemie von Metallen an der Royal Institution und entwickelte eine eigene Methode für deren Klassifizierung, basierend auf Dreiecken. 
1852 besuchte er Brasilien (Rio de Janeiro), Argentinien (Buenos Aires) und als einer der ersten ausländischen Besucher das lange praktisch von der Außenwelt abgeschlossene Paraguay. Er hielt Paraguay für eine Modellgesellschaft, fuhr hin, um dies zu überprüfen, und träumte von einer Besiedlung des Gran Chaco. Seine Briefe aus Paraguay und Südamerika erschienen postum und schildern Bevölkerung, die Natur (Flora und Fauna) und Möglichkeiten für den Handel mit Großbritannien. 1853 war er wieder in London und setzte seine chemischen Untersuchungen fort. Er experimentierte in seinem Haus in Weybridge mit der Fermentierung von Zucker und begann eine Beziehung mit der Frau von George Meredith. Als er seine für die Pariser Weltausstellung von 1855 bestimmte Benzen-Anlage testen wollte, kam es zu einem Laborunfall. Er und sein Assistent erlitten schwere Verbrennungen, als sie das brennende Material aus seinen angemieteten Räumen trugen, und er erlag diesen neun Tage später im Krankenhaus. Als Hofmann den Sterbenden besuchte, begrüßte Mansfield ihn mit den Worten: Here lie the Ashes of Charles B. Mansfield.
Sein Hauptwerk ist die Theory of salts, die er noch vor seinem Tod dem Verleger übergab und die aus Vorlesungen an der Royal Institution entstanden waren. 
1850 schrieb er das erst postum veröffentlichte Aerial Navigation über seine Vision dampfbetriebener Luftschiffe, nachdem er Ballonfahrten in Paris aus dieser Zeit studiert hatte. 1850 erschien sein Hints for Hygea in Fraser’s Magazine, ebenfalls eine Utopie über Ballon-Luftfahrt, angetrieben von einer Batterie.

## Schriften
- Benzole: its nature and utility, London 1849
- Researches on Coal Tar, Journal of the Chemical Society, Band 1, 1849, S. 244–268.
- Theory of salts: A Treatise on the Constitution of Bipolar (Two Membered) Chemical Compounds. London, 1865 (Herausgeber Nevil Story Maskelyne)
- Paraguay, Brazil and the Plate. Letters Written in 1852, 53.… With a Sketch of the Author’s Life by C. Kingsley, Cambridge, U.K.: Macmillan, 1856
- Aerial Navigation. Edited by R. B. Mansfield, with a preface by J. M. Ludlow, London: Macmillan, 1877

Eine portugiesische Übersetzung seiner Briefe aus Rio de Janeiro erschien 1861/62.